# Dobiesławiec
Dobiesławiec (do 1945 niem. Neuenhagen) – wieś sołecka w Polsce, położona w województwie zachodniopomorskim, w powiecie koszalińskim, w gminie Będzino, w obszarze chronionego krajobrazu Koszalińskiego Pasa Nadmorskiego. 
| SIMC    | Nazwa      | Rodzaj |
| ------- | ---------- | ------ |
| 0302296 | Barninek   | osada  |
| 0302304 | Podamirowo | osada  |
| 0302310 | Radomno    | osada  |

W latach 1975–1998 wieś położona była w województwie koszalińskim.
Jej dawna poniemiecka nazwa to Malinowo.